# Kyjov
Kyjov (ˈkɪjof) es una ciudad de la región de Moravia Meridional en la República Checa. Kyjov es famoso por su festival popular que se celebra cada cuatro años.
Las aldeas Bohuslavice, Boršov y Nětčice son parte administrativa de Kyjov.

## Festival folclórico
Al festival folclórico de la ciudad de  Kyjov acuden miles de personas durante su celebración, del 14 al 17 de agosto.
Parte de ellos participan con vestidos bordados y coloridos trajes recorriendo lo que llaman el Paseo del Rey.
Es además el festival regional popular más antiguo del país, iniciado en agosto de 1921 y considerado como uno de los más populares y significativos de República Checa.

## Demografía
| Gráfica de evolución de Kyjov entre 1869 y 2019 |
|                                                 |

## Ciudades hermanadas
- Hollabrunn - Austria
- Yvetot - Francia
- Seravezza - Italia
- Lutsk - Ucrania
- Prizren - Kosovo
- Biograd na Moru - Croacia